# Litoria aurifera
Espèce
Litoria aurifera est une espèce d'amphibiens de la famille des Pelodryadidae.

## Répartition
Cette espèce est endémique du Kimberley en Australie-Occidentale. Elle se rencontre dans la réserve naturelle de la Prince Regent River de 46 à 408 m d'altitude.

## Description
Les mâles mesurent de 18,2 à 20,2 mm et les femelles de 20,3 à 21,6 mm. Son dos varie du beige au brun avec des reflets rougeâtres et des marbrures brunes ou noires. Son ventre est blanc et ses membres légèrement violacés.

## Étymologie
Son nom d'espèce, du latin aureus, « or », et fero, « porter », fait référence aux taches dorées présentent sur le corps des têtards de cette espèce.

## Publication originale
- Anstis, Tyler, Roberts, Price & Doughty, 2010 : A new species of Litoria (Anura: Hylidae) with a highly distinctive tadpole from the north-western Kimberley region of Western Australia. Zootaxa, no 2550, p. 39-57 (texte intégral).